# Системы транскрипции китайских иероглифов
Необходимость в транскрипции китайских иероглифов исторически возникла с расширением контактов Китая со странами и народами, имеющими свою фонетическую письменность. Одними из наиболее древних систем транскрипции являются арабская сяоэрцзин и маньчжурская тулэрги хэргэнь.
До принятия единого норматива для транскрипции китайских иероглифов латиницей, которым стал пиньинь, существовало несколько систем передач произношения иероглифов.
Первая система китайско-русской транскрипции была разработана известным китаеведом архимандритом Иакинфом (Бичуриным) в 1839 году, что делает её более ранней, чем пиньинь и система Уэйда-Джайлза. Позднее она была несколько видоизменена и популяризована употреблением в «Полном китайско-русском словаре» архимандрита Палладия (Кафарова) и Павла Попова (Пекин, 1888), откуда она получила название палладиевской («палладица»).

## Перечень систем транскрипции

### Латиница
- Ханьюй пиньинь (широко известная просто как пиньинь) — универсальная латинская транскрипция китайских иероглифов, которая в настоящее время используется в качестве основной в словарях, документах, компьютерных технологиях. Разработана в КНР 1958 году, окончательно утверждена правительством страны в 1979 году. Наиболее широко используется на международном уровне, в том числе в ООН.
- Транскрипционная система Уэйда—Джайлза — разработанная в XIX веке система транскрипции, которая долгое время была самой популярной в англоязычных странах. В Китае была вытеснена системой «пиньинь».
- Гоюй ломацзы — разработана китайскими лингвистами в начале XX века, как альтернативная системе Уэйда — Джайлза. Обозначение тонов в каждом слоге давалось путём выбора букв, а не диакритикой. В настоящее время практически нигде не используется.
- Mandarin Phonetic Symbols II — создана тайваньскими лингвистами в 1984 году на базе Гоюй Ломацзы и Уэйда — Джайлза. Несмотря на официальный статус на Тайване, никогда не имела там большого использования за пределами литературы, изданной государственными учреждениями. В настоящее время практически вышла из употребления.
- Тунъюн пиньинь — тайваньский аналог «материковой» системы ханьюй пиньинь. Хотя она и имеет официальную роль на острове с 2002 г., даже там она сосуществует с другими системами.
- Йельская романизация севернокитайского[англ.] — разработаны Йельским университетом. Йельская романизация севернокитайского языка была создана во время Второй мировой войны по заказу военных, сейчас вытеснена системой «пиньинь». Йельская романизация кантонского диалекта появилась в 1970 году и используется до сих пор.
- Транскрипционная система Легга — устаревшая система, использовавшаяся Джеймсом Леггом в его переводах на английский китайских классических философских работ
- Транскрипция Моррисона — устаревшая система, впервые появившаяся в словаре R. Morrison «A Dictionary of the Chinese Language» (Shanghai, 1879).
- Транскрипция Уильямса — устаревшая система, впервые была использована в словаре Williams S. W. «A Syllabic Dictionary of the Chinese Language» (Shanghai, 1874).
- Транскрипция Баллера — устарела, впервые в словаре Baller F. W. «An Analytical Chinese-English Dictionary, Compiled for the China Inland Mission» (Shanghai, 1900)
- Транскрипция Матира — устарела, впервые в учебном пособии Mateer С. W. «A Short Course of Primary Lessons in Mandarin» (Shanghai, 1904). Использовалась в публикациях Американской пресвитерианской миссии.

Помимо перечисленных систем транскрипции китайских слов, в англоязычной литературе использовались и другие, употреблявшиеся в основном лишь в работах самих авторов: Эдкинса (J. Edkins, 1857), Мейерса (W. F. Mayers, 1874), Мюллера (F. M. Muller, 1882), Де Грута (J. J. M. De Groot, 1892—1910), Лимана (С. Leaman, 1897), Китайской ассоциации образования (Educational Association of China — E.A.C., 1904), Гарднера (G S. Gardner, 1931), Карлгрена (В. Karlgren, 1940), Нидема (J. Needham, 1954).

### Кириллица
- Транскрипционная система Палладия — система транскрипции китайских иероглифов на русский язык, созданная в XIX веке российскими китаистами. Широко используется в словарях, изданных в дореволюционной России, СССР, РФ; стандартная транскрипция для китайских имен и географических названий в русскоязычной литературе.
- Википедия:Транскрипция кантонских слов — система, разработанная для передачи кантонских слов (прежде всего в Гонконге) на русский язык.
- Русско-китайская транслитерация (русские имена собственные китайскими иероглифами) — можно записать имя, фамилию, отчество, название чего-либо китайскими иероглифами (по-китайски).

### Другие
- Сяоэрцзин, сокр. Сяоцзин, 小经 — транскрипционная система записи китайского языка арабскими буквами, применявшаяся китайскими мусульманами. В настоящее время мало распространена.
- Тулэрги хэргэнь — стандартизирована вместе с реформированием маньчжурской письменности в 1632 году.
- Нюй-шу — фонетическая слоговая письменность, использовавшаяся женщинами уезда Цзянъюн южнокитайской провинции Хунань.
- Чжуинь (бопомофо) — разработана в 1912 году в Китае, окончательный вариант принят в 1930 году. В настоящее время широко используется на Тайване, главным образом в учебной литературе и для ввода китайского текста в компьютер или телефон. В КНР вытеснена системой «пиньинь».

## Замена иероглифов алфавитом
В начале XIX века были предприняты попытки заменить иероглифы алфавитным письмом.
- Китайский романизированный алфавит — разработан китайскими лингвистами в 1926 году для перехода от иероглифической записи к алфавитному письму. Для обозначения тонов использовалось присоединение к слогу дополнительных букв. Не получил практического развития. Послужил основой для создания алфавита чжуанского языка.
- Китайский латинизированный алфавит — был разработан в СССР для китайцев, проживающих в Советском Союзе. Перестал использоваться в конце 30-х годов.